# Joakim Mæhle
Joakim Mæhle Pedersen (Østervrå, 1997. május 20. –) dán válogatott labdarúgó, az olasz Atalanta hátvédje.

## Pályafutása

### Klubcsapatokban
Pályafutását szülőhazájában szerezte, majd tizenkét éves korában került az AaB Fodbold akadémiájára. Tizenkilenc éves volt, amikor 2016. június 10-én először nevezték a felnőtt csapat keretébe, ekkor profi szerződést kötött a klubbal. 2016. augusztus 7-én debütált a dán élvonalban, csapata FC Nordsjælland elleni 2–1-es győzelmének alkalmával, a 89. percben csereként Thomas Enevoldsen helyére beállva. 
2016. november 11-én 2020 nyaráig meghosszabbította szerződését a klubbal. 2017 áprilisában az AaB megerősítette, hogy tárgyalásokat folytatnak egy megnevezni nem kívánt külföldi csapattal Mæhle átigazolásáról, majd egy hónappal később, május 9-én hivatalossá vált, hogy a következő szezontól a belga Genkben folytatja pályafutását.
A Genknél három és fél évet töltött. Első szezonjában jobbára Clinton Mata cseréje volt, majd amikor posztriválosa a Brugges-höz igazolt, Mæhle alapembere lett a csapatnak, amellyel a 2018–2019-es szezonban bajnoki címet nyert. 2019. szeptember 11-én 2023 júniusáig meghosszabbította szerződését a Genkkel.
2020. december 22-én hivatalossá vált, hogy az olasz élvonalbeli Atalantában folytatja pályafutását. Öt évre írt alá a bergamói csapathoz, amely 10 millió eurót fizetett érte. A Serie A-ban 2021. január 6-án mutatkozott be a Parma elleni bajnokin.

### A válogatottban
2020 szeptember 5-én mutatkozott be a dán felnőtt válogatottban. 2021 nyarán részt vett az Európa-bajnokságon, az Oroszország ellen 4–1-re megnyert csoportmérkőzésen gólt is szerzett. A Wales elleni nyolcaddöntőben csapata harmadik találatát szerezte, Dánia 4–0-ra győzte le riválisát.

## Statisztika

### Klubcsapatokban
2021. május 23-án frissítve.
| Klub           | Szezon         | Bajnokság      | Bajnokság     | Bajnokság | Országos kupa | Országos kupa | Nemzetközi kupa | Nemzetközi kupa | Egyéb         | Egyéb | Összesen      | Összesen |
| Klub           | Szezon         | Bajnokság      | Pályára lépés | Gól       | Pályára lépés | Gól           | Pályára lépés   | Gól             | Pályára lépés | Gól   | Pályára lépés | Gól      |
| -------------- | -------------- | -------------- | ------------- | --------- | ------------- | ------------- | --------------- | --------------- | ------------- | ----- | ------------- | -------- |
| AaB            | 2016–17        | Dán Szuperliga | 24            | 1         | 1             | 0             | –               | –               | –             | –     | 25            | 1        |
| Genk           | 2017–18        | Pro League     | 25            | 0         | 2             | 0             | –               | –               | –             | –     | 27            | 0        |
| Genk           | 2018–19        | Pro League     | 39            | 3         | 2             | 1             | 13              | 0               | –             | –     | 54            | 4        |
| Genk           | 2019–20        | Pro League     | 25            | 0         | 2             | 1             | 6               | 0               | 0             | 0     | 33            | 1        |
| Genk           | 2020–21        | Pro League     | 16            | 1         | 0             | 0             | –               | –               | –             | –     | 16            | 1        |
| Genk           | Összesen       | Összesen       | 105           | 4         | 4             | 2             | 19              | 0               | 0             | 0     | 128           | 6        |
| Atalanta       | 2020–21        | Serie A        | 20            | 0         | 3             | 0             | 2               | 0               | –             | –     | 25            | 0        |
| Karrier összes | Karrier összes | Karrier összes | 149           | 5         | 8             | 2             | 21              | 0               | 0             | 0     | 178           | 7        |

### A válogatottban
| Válogatott | Év       | Pályára lépés | Gól |
| ---------- | -------- | ------------- | --- |
| Dánia      | 2020     | 6             | 1   |
| Dánia      | 2021     | 17            | 7   |
| Dánia      | 2022     | 11            | 1   |
| Dánia      | 2023     | 3             | 0   |
| Összesen   | Összesen | 37            | 9   |

#### Góljai a válogatottban
| # | Időpont             | Helyszín                                   | Ellenfél    | Gólok | Eredmény | Kiírás               |
| - | ------------------- | ------------------------------------------ | ----------- | ----- | -------- | -------------------- |
| 1 | 2020. október 7.    | MCH Arena, Herning, Dánia                  | Feröer      | 3–0   | 4–0      | Barátságos mérkőzés  |
| 2 | 2021. március 31.   | Ernst Happel Stadion, Bécs, Ausztria       | Ausztria    | 2–0   | 4–0      | 2022-es VB-selejtező |
| 3 | 2021. június 21.    | Parken Stadion, Koppenhága, Dánia          | Oroszország | 4–1   | 4–1      | 2020-as EB           |
| 4 | 2021. június 26.    | Johan Cruijff Arena, Amszterdam, Hollandia | Wales       | 3–0   | 4–0      | 2020-as EB           |
| 5 | 2021. szeptember 1. | Parken Stadion, Koppenhága, Dánia          | Skócia      | 2–0   | 2–0      | 2022-es VB-selejtező |
| 6 | 2021. október 9.    | Zimbru Stadion, Chișinău, Moldova          | Moldova     | 4–0   | 4–0      | 2022-es VB-selejtező |
| 7 | 2021. október 12.   | Parken Stadion, Koppenhága, Dánia          | Ausztria    | 1–0   | 1–0      | 2022-es VB-selejtező |
| 8 | 2021. november 12.  | Parken Stadion, Koppenhága, Dánia          | Feröer      | 3–1   | 3–1      | 2022-es VB-selejtező |
| 9 | 2022. március 29.   | Parken Stadion, Koppenhága, Dánia          | Szerbia     | 1–0   | 3–0      | Barátságos mérkőzés  |

## Sikerei, díjai
Genk
- Belga bajnok: 2018–19